# Phylica recurvifolia
Phylica recurvifolia är en brakvedsväxtart som beskrevs av Christian Friedrich Frederik Ecklon och Zeyh.. Phylica recurvifolia ingår i släktet Phylica och familjen brakvedsväxter. Inga underarter finns listade i Catalogue of Life.